# Catostomus clarkii
Catostomus clarkii is een straalvinnige vissensoort uit de familie van de zuigkarpers (Catostomidae). De wetenschappelijke naam van de soort is voor het eerst geldig gepubliceerd in 1854 door Baird & Girard.